# Mycena citricolor
Mycena citricolor är en svampart som först beskrevs av Berk. & M.A. Curtis, och fick sitt nu gällande namn av Pier Andrea Saccardo 1887. Mycena citricolor ingår i släktet Mycena och familjen Mycenaceae.   Inga underarter finns listade i Catalogue of Life.